# Рикети I (Катанцаро)
Рикети I је насеље у Италији у округу Катанцаро, региону Калабрија.
Према процени из 2011. у насељу је живело 43 становника. Насеље се налази на надморској висини од 194 м.